# ホルシュタイン–プリマコフ変換
ホルシュタイン–プリマコフ変換（ホルシュタイン–プリマコフへんかん、英: Holstein–Primakoff transformation）とは、次のようなスピン演算子{\displaystyle S_{x},S_{y},S_{z}}からボゾンの生成消滅演算子{\displaystyle a^{\dagger },a}への変換のことをいう。
{\displaystyle S_{+}=S_{x}+iS_{y}=\hbar {\sqrt {2s}}{\sqrt {1-{\frac {a^{\dagger }a}{2s}}}}a}
{\displaystyle S_{-}=S_{x}-iS_{y}=\hbar {\sqrt {2s}}a^{\dagger }{\sqrt {1-{\frac {a^{\dagger }a}{2s}}}}}
{\displaystyle S_{z}=\hbar (s-a^{\dagger }a)}